# Ojalá que llueva café (Canción)
Ojalá que llueva café es el sencillo principal del artista dominicano Juan Luis Guerra y su banda 4:40 de su cuarto álbum de estudio del mismo título. Fue lanzado en 1989 por Karen Records y en 1990 en Europa por Ariola Records. El tema es una combinación de merengue y cumbia y la letra es un poema y metáfora sobre las malas condiciones de la clase trabajadora en el campo y la esperanza de que las cosas mejoren algún día en el futuro. Es una de las canciones emblemáticas de Guerra y una de las primeras en ganar atención internacional en su carrera alcanzando su punto máximo en Billboard Hot Latin Tracks y en las listas de reproducción de América Latina. El video musical fue clasificado en el número uno de los 15 mejores videos musicales de todos los tiempos por el artista dominicano.
La pista se incluyó en el álbum de grandes éxitos de Guerra Grandes Éxitos de Juan Luis Guerra y 440 y se incluyeron versiones en vivo de la pista en los álbumes A Son De Guerra Tour (2013) y Entre Mar y Palmeras (2021). En 2020, la pista fue regrabada en versión acústica e incluida en su Prive EP . En el 1991, la canción fue grabada por el Trío Los Panchos para su disco "Hoy".

## Versión de Café Tacvba
En 1997, la canción fue versionado por la banda de rock alternativo Café Tacuba que está incluido en su álbum tributo Avalancha de éxitos, lanzada al mercado el 5 de noviembre de 1996.

## Lista de canciones y formatos
- República Dominicana 7" sencillo [3]
  1. Ojala Que Llueva Café  – 4:07
  2. Reina mía - 4:03
- España 7" sencillo (1990) [4]
  1. Ojalá Que Llueva Café – 4:07
  2. Razones – 3:59
- España CD / maxi single (1990) [5]
  1. Ojalá Que Llueva Café – 4:10
  2. Estrellitas Y Duendes – 4:23
  3. Reina Mía – 4:00
- Alemania 7" sencillo (1990) [6]
  1. Ojalá Que Llueva Café – 4:10
  2. Reina Mía – 4:00
- Francia 7" sencillo (1992)[7]
  1. Ojalá Que Llueva Café – 4:10
  2. Estrellitas Y Duendes – 4:23

## Listas
| Listas (1989-1991)          | Posición |
| --------------------------- | -------- |
| Dominicana Airplay (UPI)    | 4        |
| Panamá Airplay (UPI)        | 3        |
| Perú Airplay (UPI)          | 9        |
| Puerto Rico Airplay (UPI)   | 3        |
| Hot Latin Songs (Billboard) | 21       |